# Vama Seacă
Vama Seacă – wieś w Rumunii, w okręgu Alba, w gminie Hopârta. W 2011 roku liczyła 179 mieszkańców.